# يانارا أيدو
يانارا كاثرين نيكول أيدو مونيوز (من مواليد 5 أغسطس 1993) هي لاعبة كرة قدم تشيلية تلعب كمهاجمة لنادي رايو فاليكانو الإسباني والمنتخب التشيلي الوطني للسيدات.

## روابط خارجية
- يانارا أيدو على موقع الاتحاد الدولي (مؤرشف)  (الإنجليزية)
- يانارا أيدو على موقع قاعدة بيانات كرة القدم.إي يو (الإنجليزية)
- يانارا أيدو على موقع Soccerway.com (الإنجليزية)
- يانارا أيدو على موقع عالم كرة القدم.نت (الإنجليزية)
- يانارا أيدو على موقع أوليمبيديا (الإنجليزية)